# Belisario Domínguez, Campeche
Belisario Domínguez är en ort i Mexiko.   Den ligger i kommunen Carmen och delstaten Campeche, i den sydöstra delen av landet, 800 km öster om huvudstaden Mexico City. Belisario Domínguez ligger 33 meter över havet och antalet invånare är 121.
Terrängen runt Belisario Domínguez är mycket platt. Runt Belisario Domínguez är det glesbefolkat, med 11 invånare per kvadratkilometer. Närmaste större samhälle är Vicente Guerrero, 11,2 km öster om Belisario Domínguez. Trakten runt Belisario Domínguez består till största delen av jordbruksmark.